# Salesianer Miettex
Salesianer Miettex ist ein österreichisches Dienstleistungsunternehmen für Miettextilien.

## Firmengeschichte

### Anfangsjahre als Wäscherei (1916–1960)
1916 kaufte Magdalena Wittmann eine Wäscherei in der Wiener Salesianergasse. Nach der Heirat mit Josef Krautschneider erwarben sie gemeinsam 1928 die „Erste Wiener Wasch- und Bügelanstalt“ im vierten Wiener Gemeindebezirk und verlegten den Standort. Als Erinnerung an das erste Geschäft wurde das Unternehmen „Salesianer“ genannt. 1948 wurde der Betrieb Roseggergasse in Wien-Ottakring zugekauft, 1952 der Betrieb Linzer Straße in Wien-Penzing. Im Jahr 1960 gab es bereits 75 Salesianer-Filialen und Übernahmestellen in Wien- und Umgebung. Die Firmenzentrale befindet sich seit 2019 im 22. Bezirk, Rautenweg.

### Umwandlung zum Miettextildienstleister (1962–1990)
Der Sohn des Gründerehepaares, Hans Krautschneider, übernahm 1962 die Geschäftsführung. Die Idee für den Miettextil-Service importierte er aus den USA. Das Unternehmen erwarb die Wäscherei Löw in Wiener Neustadt. Die Kundenstruktur wandelte sich vom Privat- zum Großkunden. 1970 gründete Hans Krautschneider die Firma Salesianer Miettex. Sie versorgte Unternehmen in ganz Österreich mit allen Arten von Mietwäsche, Waschraumhygiene-Produkten und Matten.
Nach dem Tod von Hans Krautschneider 1985 übernahm seine Ehefrau Christine Krautschneider die Geschäftsführung, bis sie im Jahr 2010 in den Aufsichtsrat wechselte.
1988 wurde der „SterilDienst“ entwickelt, der Einrichtungen des Gesundheitswesens mit sterilen OP-Abdeckungen und OP-Mänteln versorgte und 1989 wurde die Wäscherei Adamer & Kneissl in Kramsach, Tirol, gekauft.

### Expansion und Auslandsniederlassungen (seit 1991)

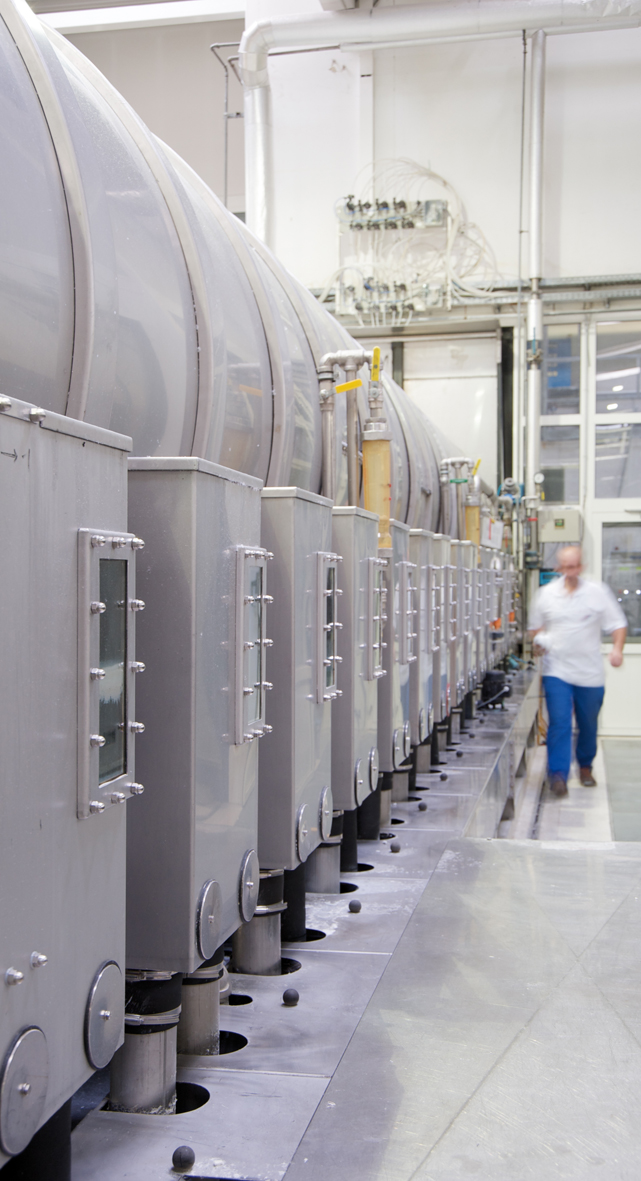
Waschstraße im Betrieb Wiener Neustadt

Das Unternehmen eröffnete weitere Standorte in Österreich und Ost- und Südosteuropa. Die erste Auslandsniederlassung wurde 1991 in Budapest gegründet, 1994 folgte Slowenien, 1995 Tschechien und die Slowakei. 2000 erfolgte der Markteintritt in Kroatien. 2004 wurde der Standort Szombathely eröffnet. 2005 die Wäscherei Periteks in Laibach gekauft. In Bukarest wurde 2005 eine Vertriebsniederlassung gegründet. 2006 wurde in Rogaska Slatina ein zweiter Standort in Slowenien eröffnet. Im selben Jahr wurde eine Wäscherei in Bukarest gebaut. 2008 wurden sowohl in Piestany als auch in Zagreb Wäschereien gekauft. 2008 wurde die Wäscherei Chemung in Prag gekauft.
In Österreich wurde 1994 die Wäscherei Norge in Grödig gekauft sowie 1998 die Wäscherei Schiller in St. Pölten. Dort wurde 1999 auch ein Zentrallager errichtet. 2001 wurde der Betrieb Kramsach erneuert und erweitert. In Arnoldstein wurde 2003 eine neue Wäscherei errichtet. 2004 wurde in Mattersburg ein Betrieb übernommen. 2007 kaufte Salesianer Miettex eine Wäscherei in Leogang. 2008 wurden die Geschäftsbereiche Hotellerie/Gastronomie und Gesundheitswesen von MEWA Textil-Service in Österreich mit rund 500 Mitarbeitern übernommen.
2014 wurde ein neuer Betrieb in Inzing in Tirol eröffnet. Im Ausland wurde ein neuer Betrieb in Oradea (Rumänien) eröffnet und eine Mehrheitsbeteiligung an einem Wäschereibetrieb in Serbien erworben. 2015 erfolgte der Markteintritt in Polen. 2016 wurde ein neuer Betrieb in Bratislava errichtet. 2017 wurde die Expansion in Polen weiter forciert und eine Großwäscherei in Lodz erworben.
Im Dezember 2017 hat Salesianer Miettex sechs der sieben Betriebe der insolventen Wozabal-Gruppe in Linz, Enns, Lenzing, Bad Hofgastein, Klagenfurt und Budweis (Tschechien) übernommen und ist damit auf 29 Betriebe in neun Ländern gewachsen. Im Juni 2018 wurde die rumänische SC Promar Textil SRL in Braşov (Region Siebenbürgen) übernommen und die Marktposition in Rumänien damit weiter ausgebaut.

### Verlegung der Firmenzentrale nach Wien 22 (2019)
2019 erfolgte die Verlegung der Firmenzentrale von der Linzer Straße in Wien-Penzing nach Wien-Donaustadt.
Dieser Standort wurde zuvor renoviert und umgebaut. Alle 160 Mitarbeiter in der Zentrale und im Wäschereibetrieb Linzer Straße werden am neuen Standort weiterbeschäftigt. Im Juli 2020 erfolgte der Abriss des alten Standortes auf der Linzer Straße. Hier soll eine Wohnanlage entstehen.

## Überblick
Das Unternehmen ist europaweit in zehn Ländern vertreten. Im Heimmarkt Österreich dienen 15 Niederlassungen der flächendeckenden regionalen Versorgung. Weitere 15 Standorte befinden sich in Deutschland und den CEE/SEE-Ländern Kroatien, Polen, Rumänien, Serbien, Slowakei, Slowenien, Tschechien und Ungarn. Der Familienbetrieb wurde 1916 in der Wiener Salesianergasse von Magdalena Wittmann gegründet. Hans Krautschneider, der Sohn der Gründerin, griff in den 70er-Jahren eine aus den USA stammende Idee auf und brachte sie in die Heimat: die Vermietung von Wäsche und Bekleidung. Heute wird das Unternehmen in 3. Generation von Thomas Krautschneider geführt. 2011 wurde Salesianer Miettex beim vom Wirtschaftsblatt veranstalteten Wettbewerb Die besten Familienunternehmen 2011 zum besten Familienunternehmen Wiens gekürt. Der Firmensitz befindet sich in Wien-Donaustadt.
Die Salesianer Gruppe bietet Wäschedienstleistungen und Miettextilien für das Gesundheitswesen, die Hotellerie und Gastronomie sowie Berufsbekleidung für Industrie und Gewerbe. Reinraumtextilien, Waschraumhygiene sowie Werbe- und Schmutzfangmatten ergänzen das Angebot. Das Unternehmen bearbeitet täglich bis zu 400 Tonnen Wäsche und ist Marktführer in Österreich, Slowenien, Rumänien und auch in Tschechien, Serbien und Ungarn.
Der Name Salesianer leitet sich vom ersten Unternehmenssitz in der Salesianergasse in Wien-Landstraße her, die den Namen ihrerseits von der gleichnamigen Ordensgemeinschaft führt.

## Geschäftsbereiche
Das Kerngeschäft von Salesianer Miettex umfasst:
- Berufskleidung für Industrie, Gewerbe und Handel
- Bett-, Tisch- und Frotteewäsche für Hotellerie und Gastronomie
- Komplette textile Versorgung für das Gesundheitswesen
- Service für Reinraumtextilien für die Pharma- und Mikroelektronikindustrie
- Waschraumhygiene (Stoffhandtuchspender, Toilettensitzreiniger, Seifenspender, WC-Papier etc.)
- Sauber- und Werbematten

Dazu gehören Beschaffung, Bevorratung, Lagerung, Instandhaltung, das hygienisch einwandfreie Waschen der Textilien und pünktliche Lieferung.

## Umweltschutz und Nachhaltigkeit
Von 2013 bis 2015 konnte Salesianer Miettex den Energieverbrauch pro Kilogramm Wäsche um 16,4 Prozent, den Wasserverbrauch pro Kilogramm Wäsche um 10,3 Prozent und den Einsatz von waschaktiven Substanzen pro Tonne Wäsche um 8,5 Prozent senken. Der Betrieb Wiener Neustadt wurde als erste industrielle Wäscherei Österreichs nach der internationalen Richtlinie ISO 50001:2011-Energiemanagementsysteme zertifiziert. Salesianer Miettex ist seit 2012 Projektpartner der Initiative klimaaktiv des Bundesministerium für Land- und Forstwirtschaft, Umwelt und Wasserwirtschaft. Die Betriebe Wien 14 und Wien 22, Grödig, Leogang, Arnoldstein, Kramsach und Inzing erhielten als erste Wäschereien Österreichs die Auszeichnung Österreichisches Umweltzeichen. In Folge werden auch die anderen österreichischen Betriebe den Zertifizierungsprozess durchlaufen.

## Auszeichnungen
- 2010 wird Christine Krautschneider als erste Österreicherin mit dem „Hohenstein Award for Entrepreneurial Excellence“ ausgezeichnet, der Persönlichkeiten im Bereich der internationalen Textildienstleistungen für ihre außergewöhnlichen unternehmerischen Leistungen ehrt.[21]

- Im selben Jahr wird Salesianer Miettex vom Fachverband der Textil-, Bekleidungs-, Schuh- und Lederindustrie der Wirtschaftskammer Österreich als „Unternehmen des Jahres 2010“ geehrt.

- 2011 wurde das Unternehmen beim vom Wirtschaftsblatt veranstalteten Wettbewerb „Die besten Familienunternehmen 2011“ zum besten Familienunternehmen Wiens gekürt. Die Jury begründete die Entscheidung mit kontinuierlichem Wachstum und wirtschaftlichem Erfolg, auf nachhaltiges Wachstum ausgelegtem Führungsstil und dem reibungslosen Generationenwechsel.

- Seit 2014 ist das Unternehmen Mitglied im Netzwerk Leitbetriebe Austria.[22]

- 2015 erhielt das Unternehmen für den erstmals produzierten Nachhaltigkeitsbericht den Austrian Sustainability Reporting Award.[23]